# Црква Светих Захарија и Јелисавете у Лучици
Црква Светих Захарија и Јелисавете у Лучици, насељеном месту на територији града Пожаревца, припада Епархији браничевској Српске православне цркве. 
Црква посвећена Светим Захарију и Јелисавети изграђена је у периоду од 1907. до 1908. године, средствима ктиторке Албијане Бабамиљић.